# Рехеу
Рехеу (рум. Răhău) — село у повіті Алба в Румунії. Адміністративно підпорядковане місту Себеш.
Село розташоване на відстані 253 км на північний захід від Бухареста, 19 км на південь від Алба-Юлії, 97 км на південь від Клуж-Напоки.

## Населення
За даними перепису населення 2002 року у селі проживали 923 особи. Рідною мовою 920 осіб (99,7%) назвали румунську.
Національний склад населення села:
| Національність | Кількість осіб | Відсоток |
| -------------- | -------------- | -------- |
| румуни         | 914            | 99,0%    |
| цигани         | 6              | 0,7%     |